# نادي السدة
نادي السدة الرياضي هو فريق كرة قدم عراقي مقره في بابل، يلعب في الدوري العراقي الدرجة الثالثة.

## أنظر أيضا
- كأس العراق 2001–02
- كأس العراق 2002–03
- كأس العراق 2020-21

## روابط خارجية
- نادي السدة على Goalzz.com
- أندية العراق - تواريخ التأسيس